# Idricerus sogdianus
Idricerus sogdianus is een insect uit de familie van de vlinderhaften (Ascalaphidae), die tot de orde netvleugeligen (Neuroptera) behoort. 
Idricerus sogdianus is voor het eerst wetenschappelijk beschreven door McLachlan in Fedchenko in 1875.